# Iwano-Frankiwska Akademia Teologiczna Kościoła Greckokatolickiego
Iwano-Frankiwska Akademia Teologiczna Kościoła Greckokatolickiego (ukr. Івано-Франківська Теологічна Академія Греко-Католицької Церкви, ІФТА УГКЦ) – ukraińska teologiczna szkoła wyższa w Iwano-Frankiwsku. Kształcenie prowadzone jest w wielu specjalnościach na 4 fakultetach. Uczelnia została założona 25 lipca 1991 roku na bazie Greckokatolickiego Seminarium Duchownego jako Iwano-Frankiwski Teologiczno-Katechetyczny Instytut Duchowny a seminarium oddzielnie kontynuowało działalność jako Iwano-Frankiwskie Wyższe Seminarium Duchowne. W 1996 roku pierwsi abiturienci ukończyli Instytut Teologiczny. W roku 2000 Instytut został przekształcony w Iwano-Frankiwską Akademię Teologiczną.

## Struktura
Wydziały (ukr. - Факультети):
- Wydział filozoficzny;
- Wydział teologiczny;
- Wydział katechetyczno-pedagogiczny;
- Wydział kształcenia diaków i regentów;